# Nuoto sincronizzato ai campionati mondiali di nuoto 2009 - Singolo (programma libero)
Il programma libero del singolo del nuoto sincronizzato ai campionati mondiali di nuoto 2009 è iniziato con la fase preliminare che si è svolta il 22 luglio 2009 e vi hanno partecipato 30 atlete. Le prime 12 hanno avuto accesso alla finale del 23 luglio 2009.

## Medaglie
| Posizione | Atleta            | Paese  |
| --------- | ----------------- | ------ |
|           | Natalia Ishchenko | Russia |
|           | Gemma Mengual     | Spagna |
|           | Beatrice Adelizzi | Italia |

## Classifica finale
| Classifica | Atleta                 | Paese          | Qualif. | Finale |
| ---------- | ---------------------- | -------------- | ------- | ------ |
|            | Natalia Ishchenko      | Russia         | 98,500  | 98,833 |
|            | Gemma Mengual          | Spagna         | 98,000  | 98,333 |
|            | Beatrice Adelizzi      | Italia         | 94,667  | 95,500 |
| 4          | Chloé Isaac            | Canada         | 94,334  | 95,000 |
| 5          | Yumi Adachi            | Giappone       | 92,667  | 93,167 |
| 6          | Lolita Ananasova       | Ucraina        | 91,167  | 92,500 |
| 7          | Chloe Willhelm         | Francia        | 90,166  | 91,500 |
| 8          | Natalia Anthopoulou    | Grecia         | 90,666  | 90,834 |
| 9          | Jenna Randall          | Regno Unito    | 88,833  | 89,167 |
| 10         | Ok Gyong Wang          | Corea del Nord | 89,000  | 88,666 |
| 11         | Sona Bernardova        | Rep. Ceca      | 88,166  | 87,833 |
| 12         | Hyunsun Park           | Corea del Sud  | 87,500  | 87,666 |
| 13         | Nadine Brandl          | Austria        | 86,500  | -      |
| 14         | Pamela Fischer         | Svizzera       | 85,500  | -      |
| 15         | Giovana Stephan        | Brasile        | 84,833  | -      |
| 16         | Melanie Zillich        | Germania       | 80,000  | -      |
| 16         | Kalina Yordanova       | Bulgaria       | 80,000  | -      |
| 18         | Grisel Tendero Llada   | Cuba           | 79,167  | -      |
| 19         | Anastasiya Ruzmetova   | Uzbekistan     | 78,334  | -      |
| 20         | Margareta Jakovac      | Croazia        | 77,667  | -      |
| 21         | Julieta Andrea Diaz    | Argentina      | 77,500  | -      |
| 22         | Greisy Gomez           | Venezuela      | 76,167  | -      |
| 23         | Devah Leenheer         | Aruba          | 76,166  | -      |
| 24         | Renyi Gayle Esther Lee | Singapore      | 75,834  | -      |
| 24         | Tarren Otte            | Australia      | 75,834  | -      |
| 26         | Violeta Mitinian       | Costa Rica     | 75,500  | -      |
| 27         | Kirstin Anderson       | Nuova Zelanda  | 73,167  | -      |
| 28         | Shelvy Melowa          | Indonesia      | 70,166  | -      |
| 29         | Ka Man Lok             | Macao          | 69,666  | -      |
| 30         | Margarita Ghazaryan    | Armenia        | 58,666  | -      |